# Trithemis annulata
Trithemis annulata är en trollsländeart. Trithemis annulata ingår i släktet Trithemis och familjen segeltrollsländor. IUCN kategoriserar arten globalt som livskraftig.

## Underarter
Arten delas in i följande underarter:
- T. a. annulata
- T. a. haematina
- T. a. scorteccii

## Bildgalleri

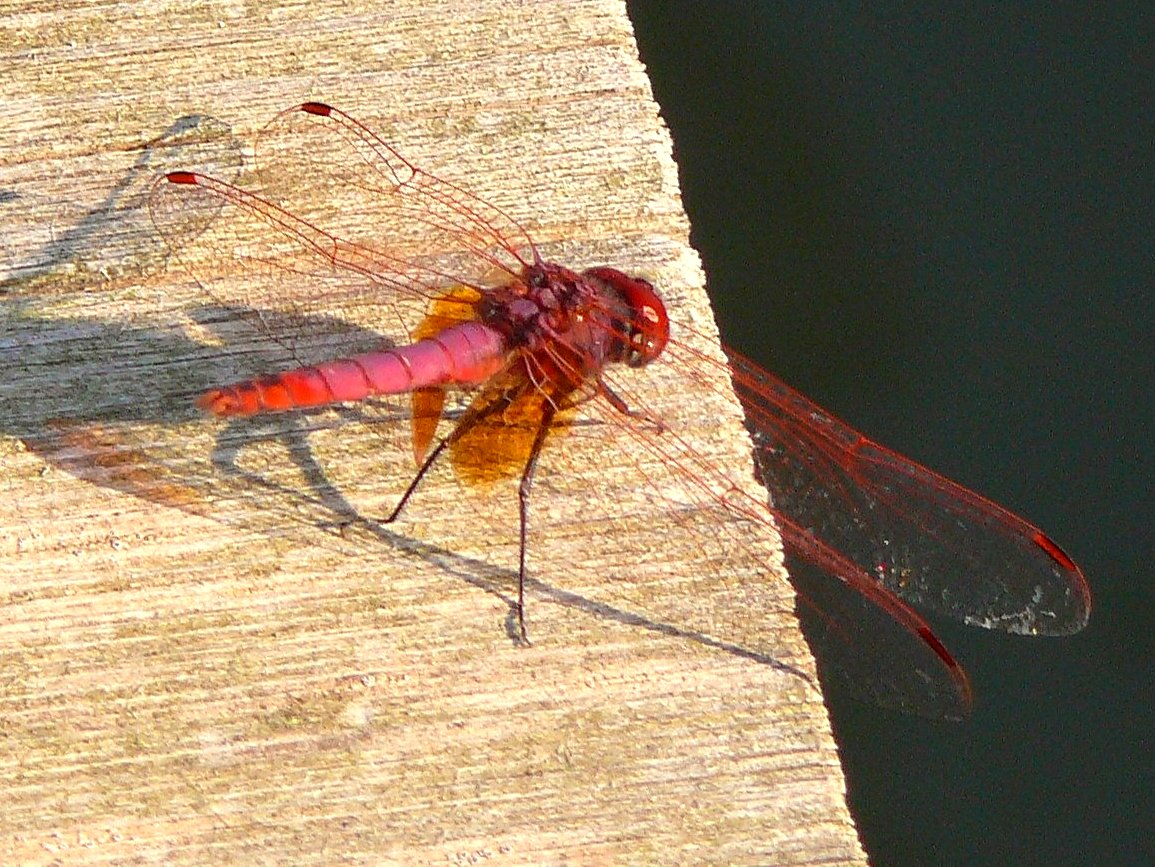
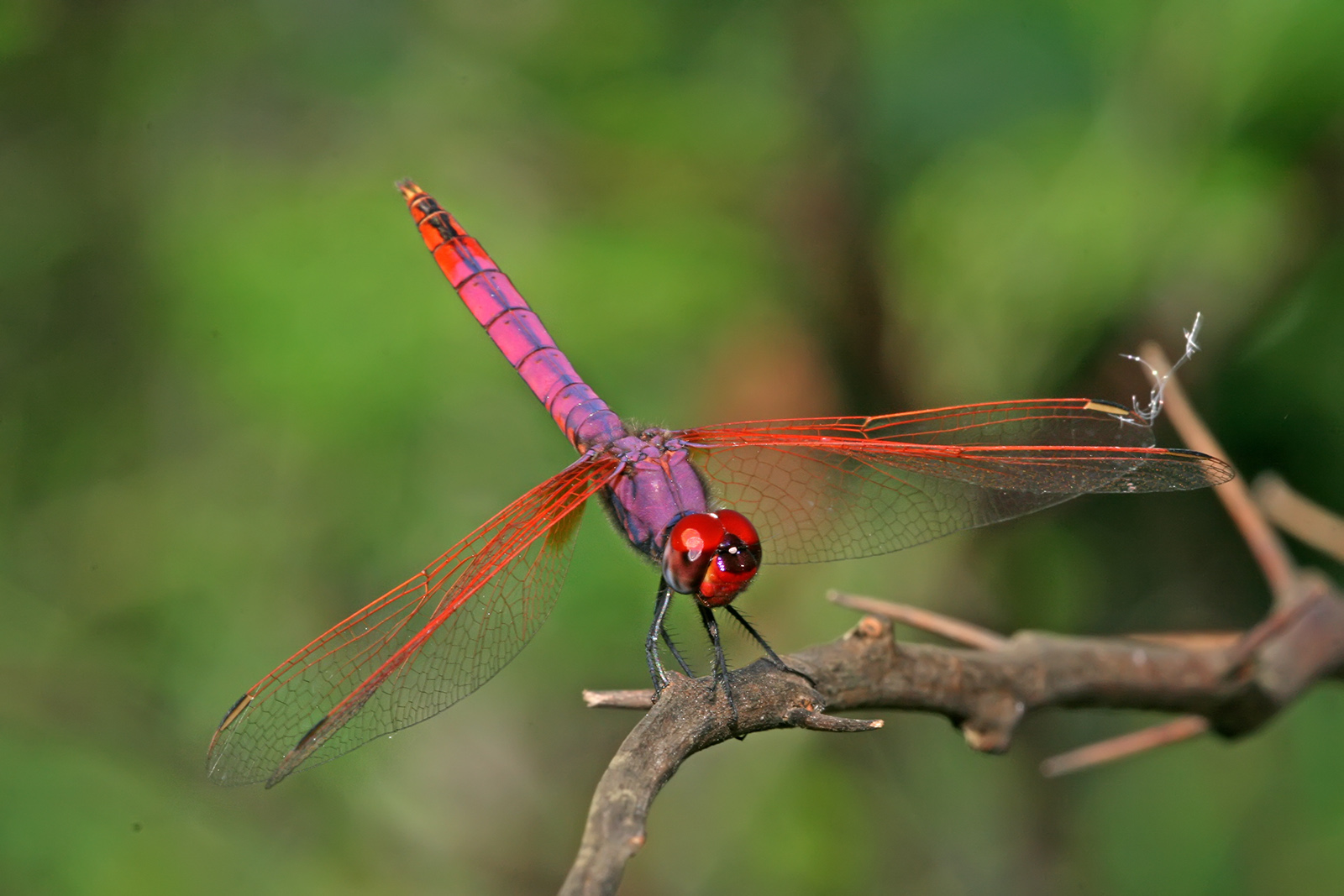
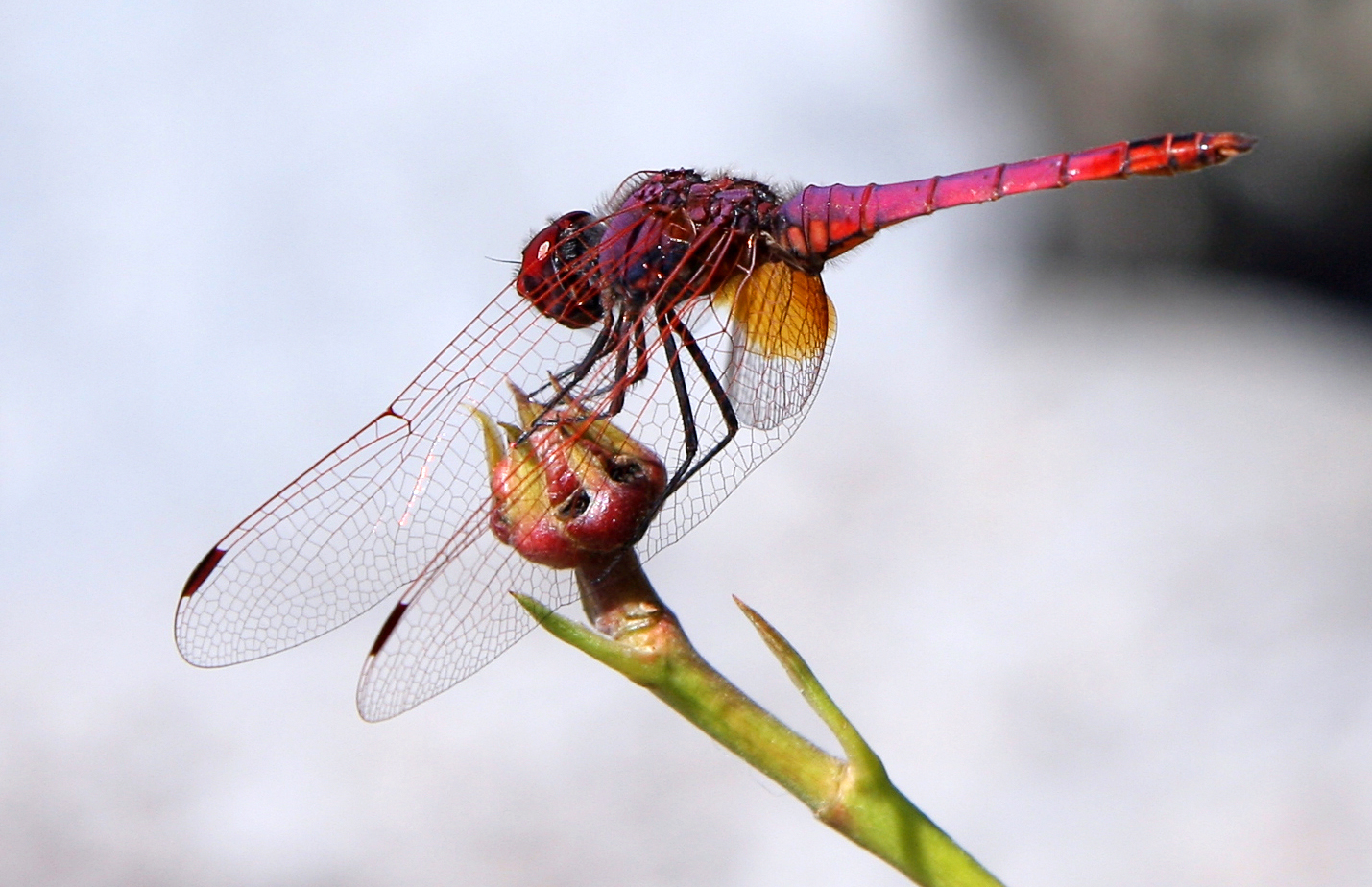
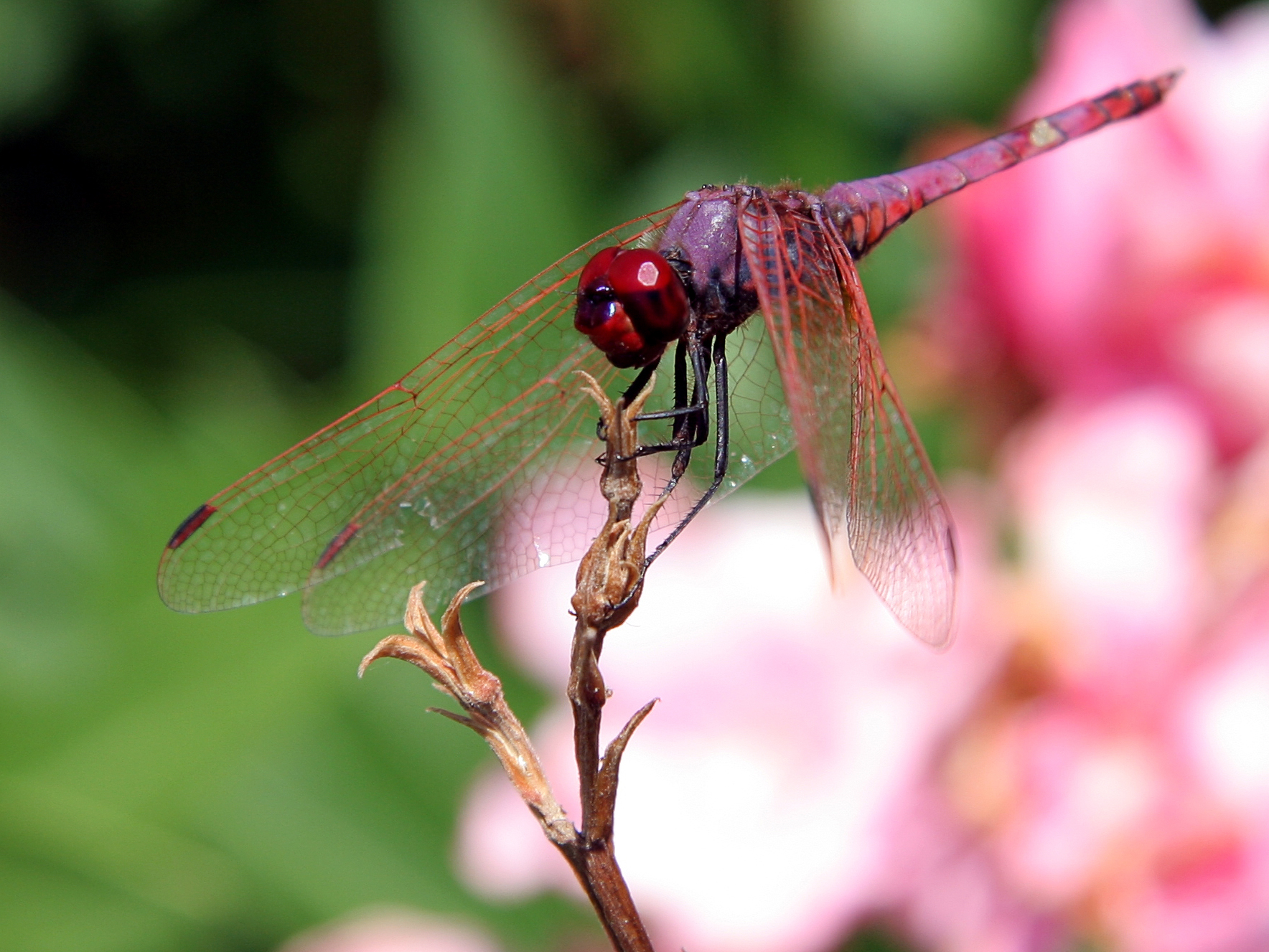
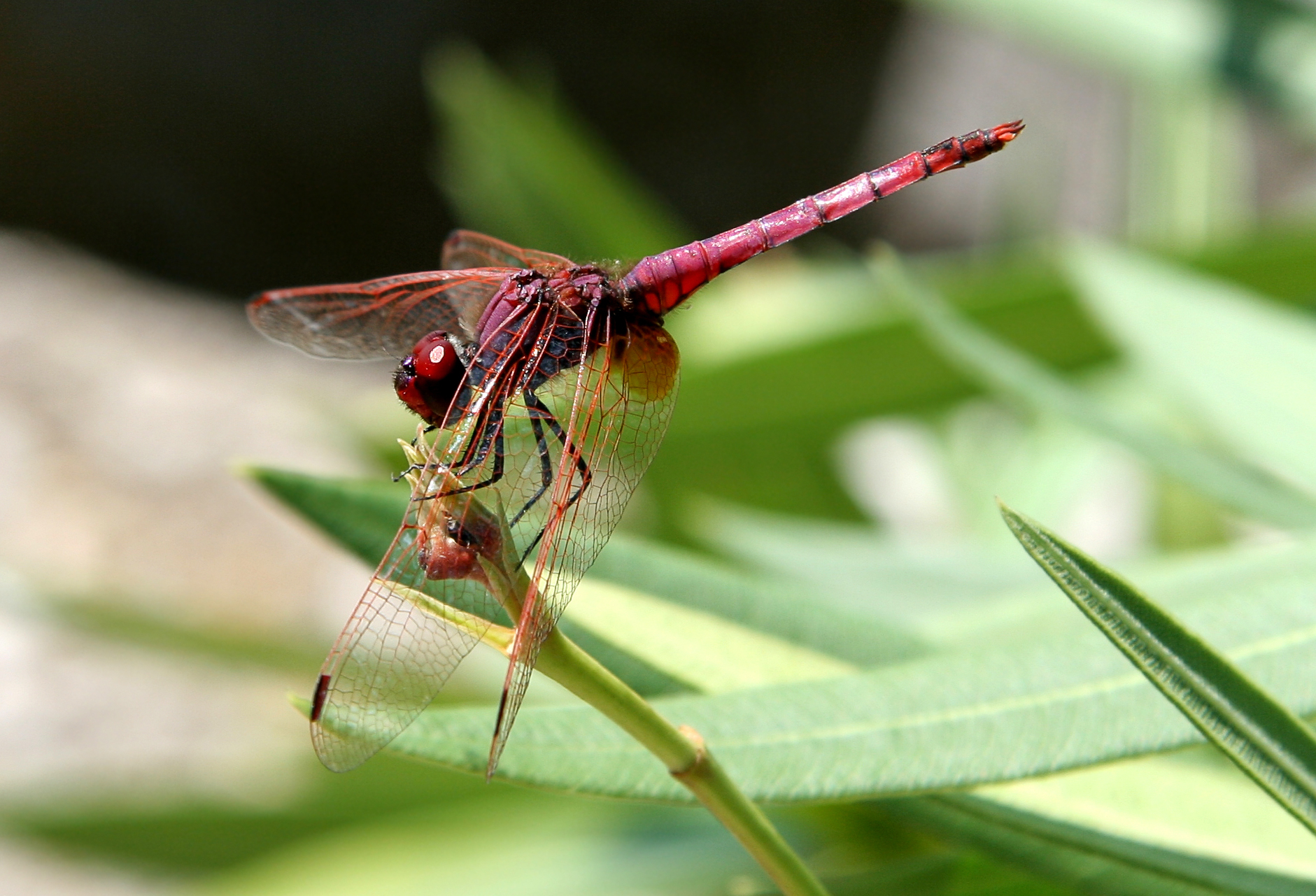
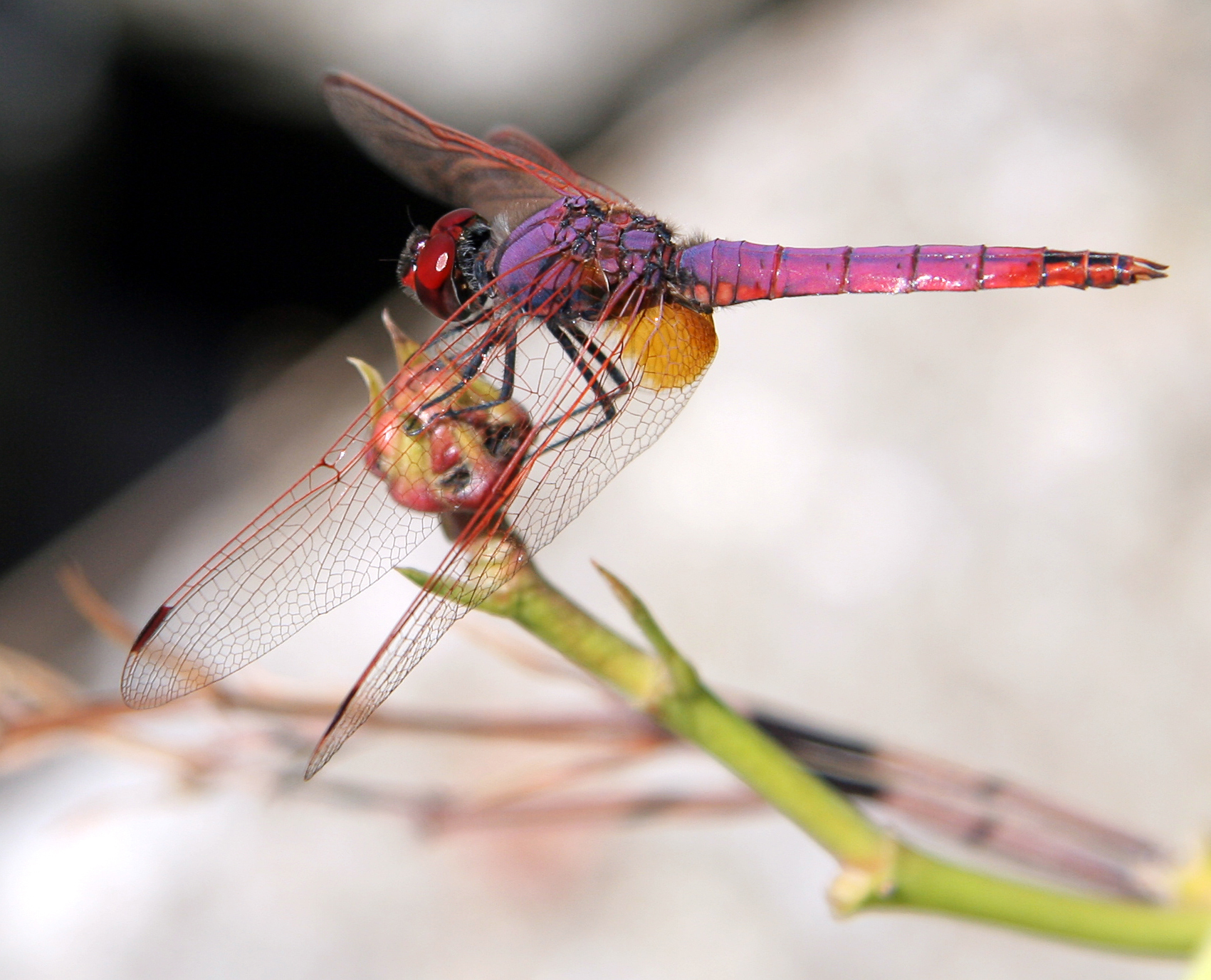